# Zálesí
Zálesí (jusqu'en 1949 : Šreflová ; en allemand : Schröffelsdorfest) une commune du district de Znojmo, dans la région de Moravie-du-Sud, en République tchèque. Sa population s'élevait à 172 habitants en 2020.

## Géographie
Zálesí se trouve à 12 km au sud de Moravské Budějovice, à 23 km à l'ouest-nord-ouest de Znojmo, à 66 km à l'ouest-sud-ouest de Brno et à 159 km au sud-est de Prague.
La commune est limitée par Nové Syrovice au nord, par Blížkovice et Ctidružice à l'est, par Štítary au sud, et par Chvalatice et Dešov à l'ouest.

## Histoire
La première mention écrite de la localité date de 1786.